# Gare de Lavelanet
La gare de Lavelanet est une ancienne gare ferroviaire française de la ligne de Moulin-Neuf à Lavelanet, située sur le territoire de la commune de Lavelanet, dans le département de l'Ariège, en région Occitanie.
Mise en service en 1903, elle est fermée au trafic au cours du XXe siècle (1946 pour les voyageurs, 1973 pour les marchandises).

## Situation ferroviaire
Établie à 505 mètres d'altitude, la gare de Lavelanet est située au point kilométrique (PK) 128,3 de la ligne de Moulin-Neuf à Lavelanet, en position de terminus.

## Patrimoine ferroviaire
L'ancien bâtiment voyageurs est conservé ; il accueille l'école de musique municipale René-Allabert.